# سیستم موشک‌انداز عمودی

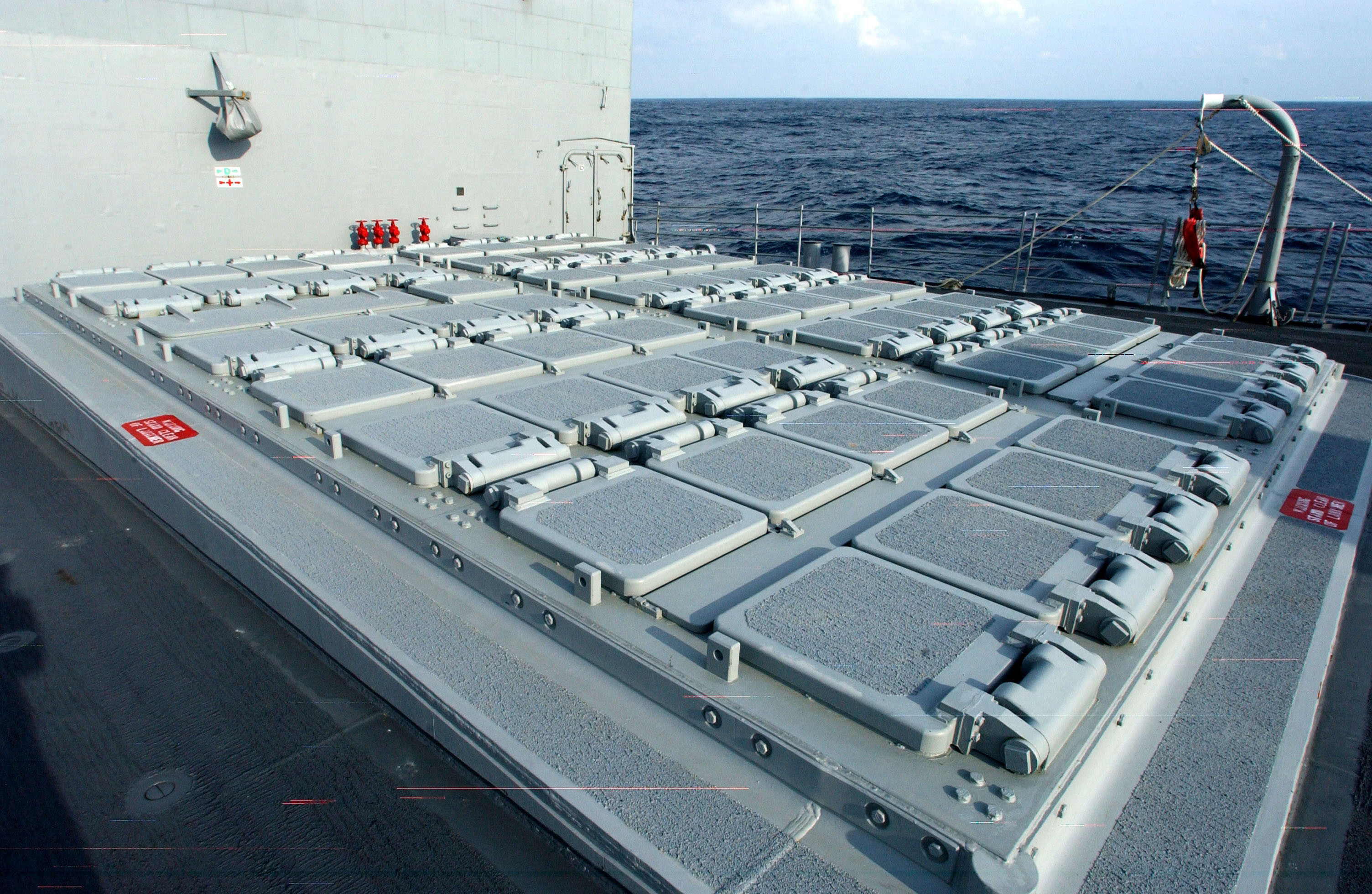
سلولهای سیستم موشک انداز عمودی بر روی عرشه USS San Jacinto

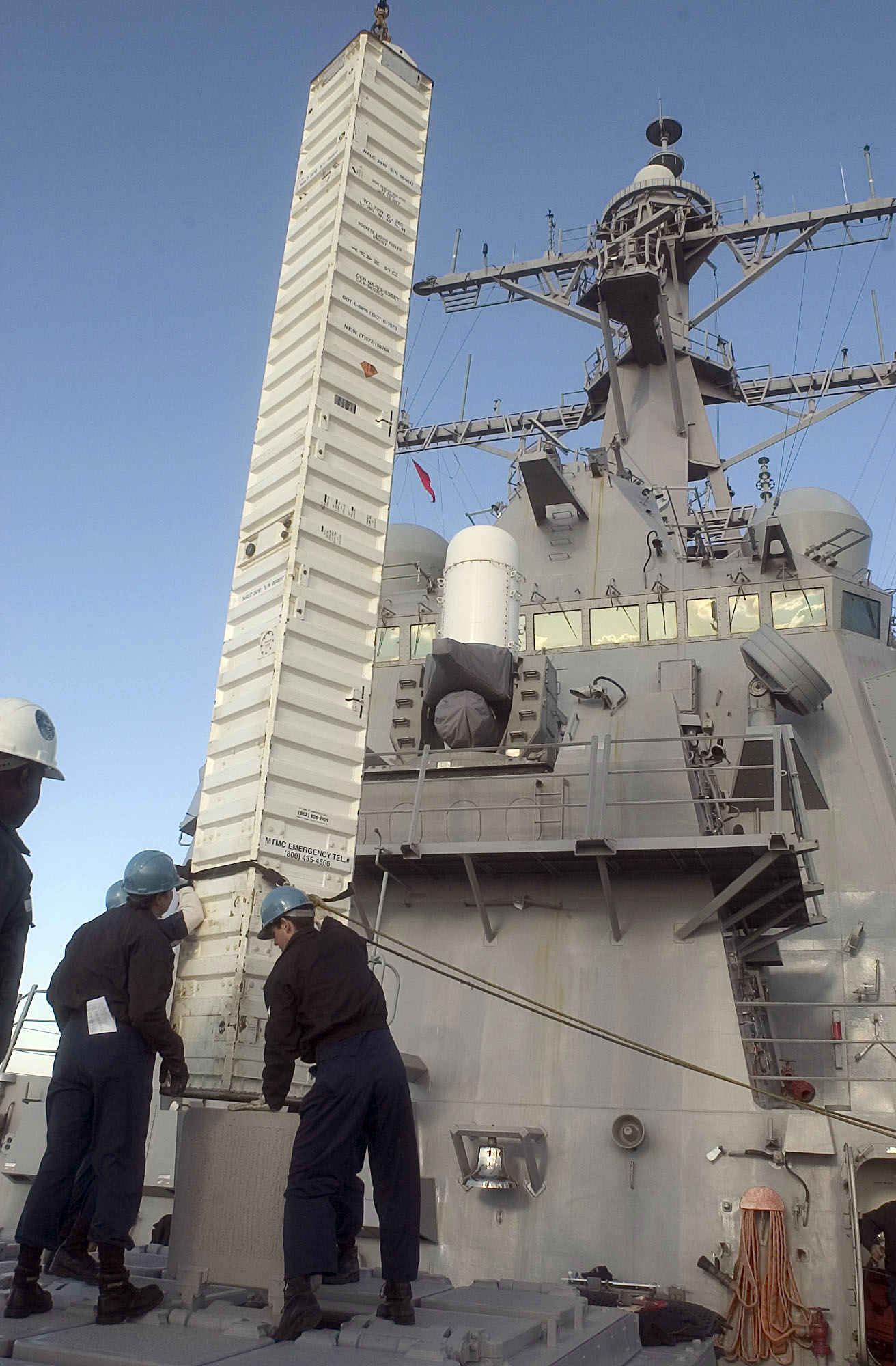
یک موشک تاماهاک همراه با جلد آن در حال بارگذاری در سیستم موشک انداز عمودی بر روی عرشه ناو شکن کلاس آرلی برک با نام USS Curtis Wilbur

سیستم موشک‌انداز عمودی (به انگلیسی: Vertical launching system (VLS)) سیستم پیشرفته ای برای نگهداری و شلیک موشک بر روی پلاتفرمهای متحرک دریایی مانند شناورهای سطحی و زیردریایی‌ها است. هر سیستم پرتابگر عمومی از تعدادی سلول تشکیل شده‌است که هرکدام از آن‌ها می‌تواند یک یا تعداد بیشتری موشک را در حالت آماده به شلیک نگهداری کند. معمولاً هر سلول می‌تواند انواع مختلفی از موشک‌ها نگهداری کند که باعث می‌شود کشتی این انعطاف‌پذیری را داشته باشد که برای هر نوع مأموریتی مناسب‌ترین مجموعه از موشک‌ها را انتخاب و بارگذاری نماید. به علاوه این ویژگی باعث می‌شود که انواع موشک‌های توسعه یافته جدید بدون هیچ هزینه اضافی به توان موشکی شناور افزوده گردند.
در هنگام شلیک، موشک‌ها ابتدا مستقیماً به صورت عمودی به طرف بالا حرکت می‌کنند تا به اندازه کافی از شناور و سطح بالایی سلول شلیک‌کننده فاصله بگیرند، سپس به طرف مسیر تعیین شده تغییر مسیر می‌دهند.
سیستم موشک انداز عمودی به شناورهای جنگی سطحی این امکان را می‌دهد که نسبت به سیستم‌های موشک انداز قدیمی، مانند نوع تک پرتابگر Mark 13 و نوع زوج پرتابگر Mark 26، که در آن‌ها موشک از قسمت انتهایی موشک انداز توسط یک خشاب که در زیر سازه اصلی قرار دارد تغذیه می‌شد، در هر بازه زمانی تعداد موشک‌های آماده به شلیک بیشتری در اختیار داشته باشد. علاوه بر قدرت آتش بالاتر، سیستم‌های موشک انداز عمودی نسبت به سیستم‌های قدیمی تر قابل اطمینان تر هستند و تحمل پذیری بیشتری در برابر صدمات دارند و همچنین سطح مقطع راداری (RCS) کمتری دارند. نیروی دریایی آمریکا به‌طور اختصاصی از سیستم‌های موشک انداز عمودی در ناوشکن‌ها و رزم‌ناو‌های خود استفاده می‌کند.
معروفترین نوع سیستم موشک انداز عمودی در دنیا Mark 41 می‌باشد که توسط نیروی دریایی آمریکا توسعه داده شده‌است. بیش از ۱۱۰۰۰ سلول موشک انداز عمودی تولید شده یا در دست تولید هستند که در ۱۸۶ کشتی از ۱۹ نوع مختلف شناور در ۱۱ نیروی دریایی کشورهای مختلف استفاده می‌شوند. این سیستم علاوه بر نیروی دریایی آمریکا در نیروهای دریایی استرالیا، دانمارک، هلند، آلمان، ژاپن، نیوزلند، نروژ، کره جنوبی، اسپانیا و ترکیه به کار می‌رود.
نوع پیشرفته سیستم موشک انداز عمودی Mark 57 در ناوشکن کلاس زاموالت به کار رفته‌است. انواع سیستم‌های موشک انداز قدیمی تر Mark 13 و Mark 26 در کشتی‌های فروخته شده توسط نیروی دریایی آمریکا به کشورهایی مثل تایوان و لهستان حفظ گردیده‌اند.
سیستم موشک انداز عمودی وقتی بر روی یک زیردریایی تهاجمی هسته ای (SSN) نصب شود، نسبت به لوله‌های اژدر افکن معمولی امکان تنوع بیشتری را در انتخاب و تجهیز موشکی زیردریایی فراهم می‌کند.
یک روز پس از انتخابات ریاست جمهوری ۲۰۲۰ ایالات متحده آمریکا سپاه پاسداران انقلاب اسلامی از یک سامانه پرتاب عمودی موشک های بالستیک از شهرهای زیر زمینی موشکی ، به صورت پرتاب رگباری موشک رونمایی کرد .

## شلیک گرم و شلیک سرد
دو روش شلیک برای سیستم موشک انداز عمودی وجود دارد:شلیک گرم و شلیک سرد.
در روش شلیک گرم موشک در سلول روشن می‌شود و توسط نیروی پیشرانه خود به سمت بالا حرکت می‌کند.

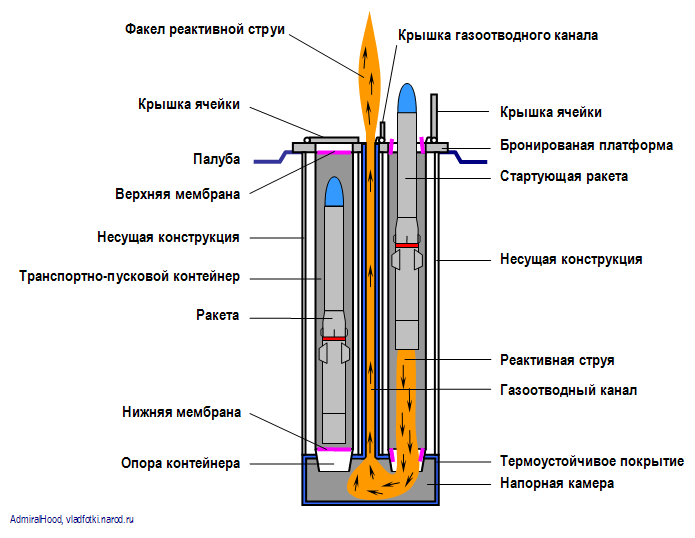
شکل چگونگی شلیک گرم از یک سیستم موشک انداز عمودی Mark 41

در روش شلیک سرد موشک توسط نیروی گازی که توسط یک ژنراتور گاز تولید می‌شود به سمت بالا شلیک شده و پس از طی مسافتی به صورت عمودی و دور شدن از شناور روشن می‌شود. ژنراتور گاز بخشی از سیستم موشک انداز بوده و مجزا از خود موشک می‌باشد. واژه «سرد» به دلیل دمای پایین اگزوز راکت در مقایسه با روش قبلی به کار می‌رود.
یک سیستم شلیک گرم نیاز به یک مکانیسم پرتابگر اولیه ندارد ولی در عوض نیاز به روش‌هایی برای خنثی کردن گازها و گرمای حاصله از اگزوز موشک در هنگام ترک سلول می‌باشد. اگر موشک بدون مکانیسم پرتابگر اولیه و به روش گرم شلیک شود، آنگاه سلول پرتابگر باید در برابر گرمای عظیمی که توسط موشک تولید می‌شود به خوبی مقاوم باشد تا مانع از انتقال گرما به سلول‌های مجاور و انفجار موشک‌های آن‌ها بشود.
مزیت روش شلیک گرم این است که موشک با نیروی خودش سلول شلیک‌کننده را ترک می‌کند و در نتیجه نیاز به یک سیستم جداگانه و اضافه برای پرتاب موشک از لوله شلیک‌کننده نمی‌باشد. این ویژگی باعث می‌شود تا سیستم‌های شلیک گرم بتوانند ساده‌تر، کم حجم تر و اقتصادی تر طراحی و توسعه داده شوند و بخصوص در کاربردهایی که از موشک‌های کوچکتر استفاده می‌کنند بسیار مقرون به صرفه باشند. عیب اصلی این سیستم‌ها این است که اگر موشک در هنگام پرتاب دچار نقص فنی و خرابی شود، می‌تواند لوله موشک انداز را نابود کند.

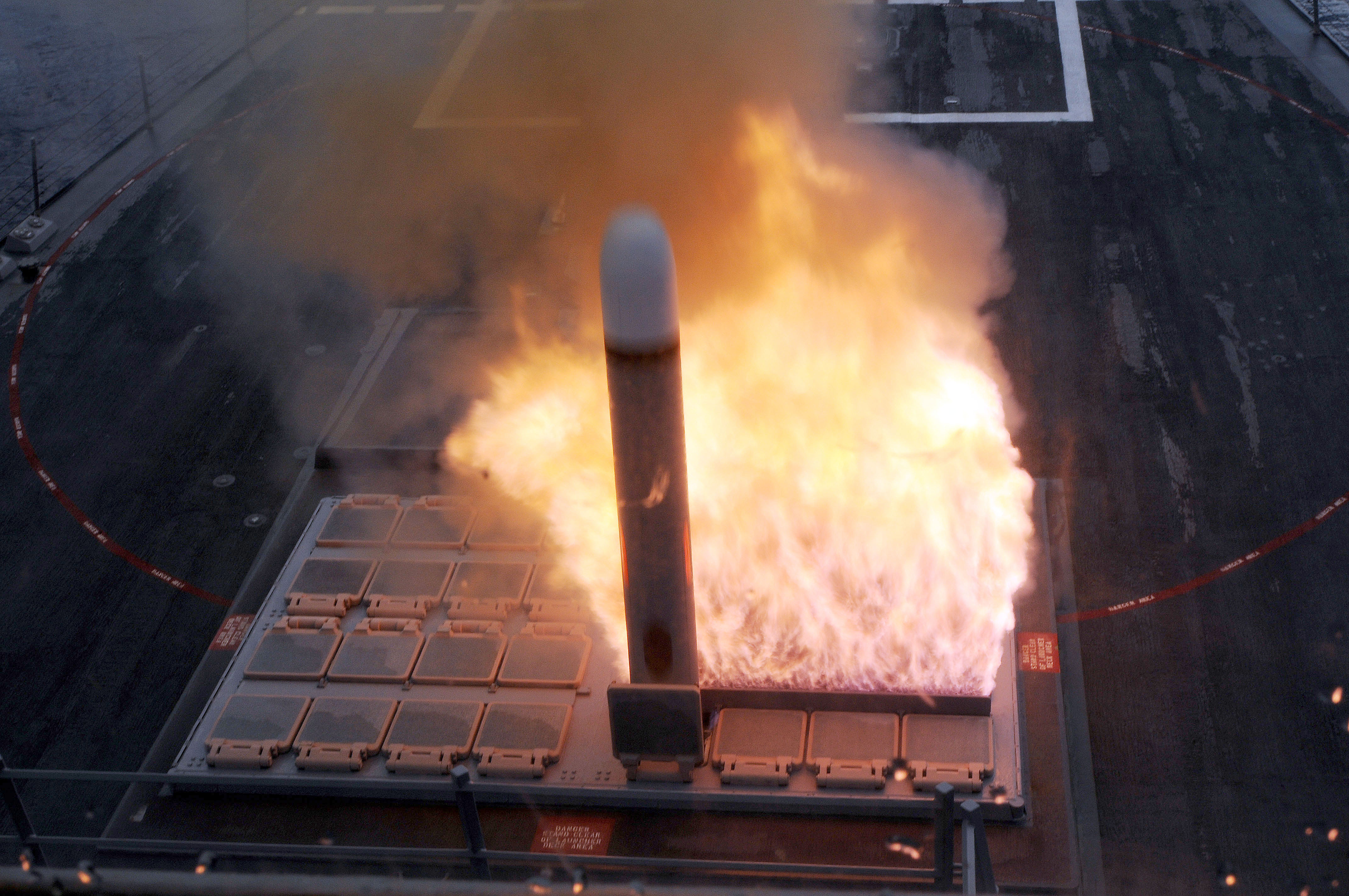
شلیک گرم یک موشک تاماهاک از یک سیستم موشک انداز عمودی Mark 41 متعلق به نیروی دریایی ایالات متحده

مزیت سیستم شلیک سرد ایمنی آن است. اگر یک موشک در هنگام پرتاب دچار نقص فنی شود، سیستم شلیک سرد می‌تواند آن را با استفاده از نیروی گاز به بیرون پرتاب کند که باعث کاهش یا حذف خطر می‌شود. برای این منظور سیستم‌های موشک انداز عمودی روسی اغلب دارای یک شیب زاویه ای هستند که باعث می‌شود موشک کاملاً عمودی به طرف بالا حرکت نکند و زاویه داشته باشد. این ویژگی کمک می‌کند که در صورتی که موشک از کار بیفتد به جای اینکه عمودی و مستقیم به بالا برود و بعد در جهت معکوس به روی عرشه کشتی برگردد، به دلیل زاویه پرتاب به درون آب سقوط کند.
هر چه اندازه موشک بزرگتر شود، مزیت استفاده از سیستم پرتابگر اولیه (شلیک سرد) هم افزایش می‌یابد. از اندازه معینی به بالاتر ،موتور پیشرانه موشک نمی‌تواند بدون خطر احتمال صدمه زدن به بدنه کشتی روشن شود. اکثر موشکهای بالستیک قاره‌پیما و موشکهای بالستیک زیر دریایی مدرن از روش شلیک سرد استفاده می‌کنند.
سیستم‌های موشک انداز عمودی شناورهای سطحی آمریکایی از سلول‌های موشکی استفاده می‌کنند که به صورت مشبک در کنار هم قرار گرفته‌اند و هر سلول قابلیت نگهداری یک موشک را دارد که و همچنین دارای سیستم شلیک گرم هستند، بنابراین هر سلول باید دارای لوله اگزوزی جهت تخلیه شعله و گازهای خروجی موشک باشد. فرانسه، ایتالیا و بریتانیا دارای سیستم‌های سیلور هستند که در سیستم دفاع موشکی ضدهوایی اصلی (مخفف انگلیسی: PAAMS) به کار می‌روند و سیستم‌های شلیک گرم مشابه با سیستم‌های آمریکایی هستند. روسیه هم یک سیستم مشبک با یک موشک در هر سلول و هم یک سیستم ششلولی چرخان با بیش از یک موشک در هر سلول پرتابگر تولید می‌کند که هر دو سیستم‌های شلیک گرم هستند. روسیه همچنین در بعضی از سیستم‌های موشک انداز عمودی خود مثل سیستم موشکی تور از سیستم شلیک سرد استفاده می‌کند. جمهوری خلق چین در ناوشکن Type 052C از یک سیستم شلیک سرد دایره ای شکل استفاده می‌کند که موشک را از لوله موشک انداز به بیرون پرتاب می‌کند و همچنین در ناوچه Type 054A از سیستم شلیک گرم مستطیل شکل با یک موشک در هر سلول و به صورت مشبک بهره می‌برد.

## سایرپلاتفرمها

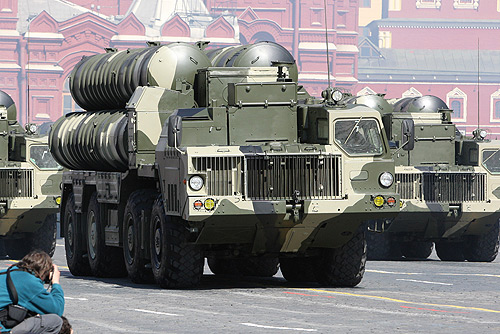
سامانه اس-۳۰۰ روسی در حالت افقی

کشنده برپاگر پرتابگر (مخفف انگلیسی: TEL) نوعی از وسایل خود کششی یا کششی زمینی جهت شلیک موشک‌های سطح به سطح و سطح به هوا هستند. در بیشتر این سیستم‌ها لوله‌های پرتاب موشک در حالت طبیعی در وضعیت افقی قرار دارند و جهت شلیک باید وسیله توقف کند و لوله پرتابگر نخست باید چرخش کرده و به حالت عمودی تغییر وضعیت بدهد تا بتواند شلیک را انجام دهد.